# Ordine del granduca Gediminas
L'Ordine del granduca Gediminas è un ordine cavalleresco lituano. L'ordine viene concesso tramite decreto del Presidente della Repubblica di Lituania.
Tra i suoi membri vi possono essere sia cittadini lituani che di altre nazionalità.

## Storia
L'ordine è stato fondato il 9 dicembre 1927, su iniziativa dell'allora primo ministro Augustinas Voldemaras. Il suo nome è dovuto al granduca Gediminas.
I primi simboli dell'ordine vennero creati da Andrea Lapochino. Vennero però modernizzati nel 1929 da Giovanni Baručas.
Con l'invasione da parte dell'Unione Sovietica l'ordine venne soppresso per poi essere restaurato tramite un decreto del 15 febbraio 1991 del Consiglio Supremo-Ricostituzione del Senato.

## Gradi
L'ordine possiede 5 gradi di appartenenza.
I gradi dell'ordine sono i seguenti:
- Gran croce dell'Ordine di Gediminas
- Gran croce di commendatore dell'Ordine di Gediminas
- Croce di commendatore dell'Ordine dei Gediminas
- Croce di ufficiale dell'Ordine di Gediminas
- Croce di cavaliere

Vi è un ulteriore classe minore denominata "medaglia dell'ordine del granduca di Lituania Gediminas".
| Nastri             |                    |                       |                            |            |
| Croce di cavaliere | Croce di ufficiale | Croce di commendatore | Gran croce di commendatore | Gran croce |

## Galleria d'immagini

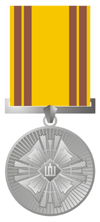
Medaglia
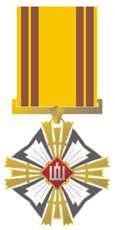
Croce di cavaliere
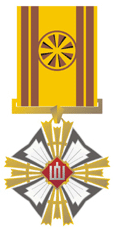
Croce di ufficiale
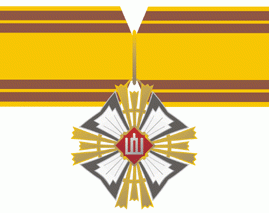
Croce di commendatore
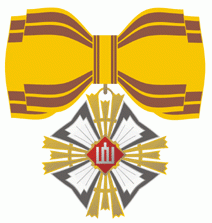
Croce di commendatore (donna)
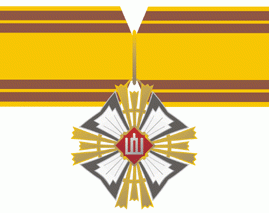
Commendatore di gran croce
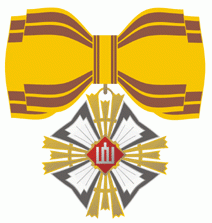
Commendatore di gran croce (donna)
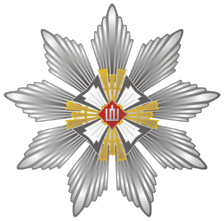
Commendatore di gran croce (stella)
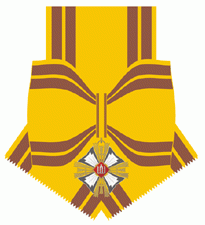
Gran croce
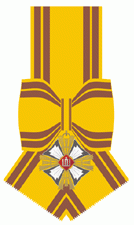
Gran croce (donna)
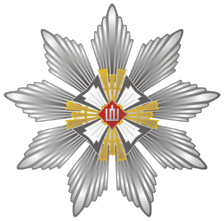
Gran croce (stella)